# Aristide Diatta
Aristide Diatta (ur. 13 stycznia 1987) – senegalski zapaśnik walczący w stylu wolnym. Zajął 32. miejsce na mistrzostwach świata w 2010. Wicemistrz Afryki w 2010 roku.